# 渡辺恒也
渡辺 恒也（わたなべ こうや、1982年4月6日 - ）は、日本のテレビプロデューサー。フジテレビジョン編成総ドラマ・映画制作局ドラマ制作部所属。熊本県出身。

## 略歴
ラ・サール中学校・高等学校卒業。在学中は下宿先の都合で夜間にテレビを見ることが多く、1999年に『ケイゾク』を視聴したことがきっかけでテレビドラマのプロデュースに興味を持つ。
東京大学卒業後、2005年にフジテレビへ入社。入社後はADを経てドラマ制作セクションに配属され、多数のテレビドラマを手がける。特に『HERO (第2シリーズ)』や『救命病棟24時 (第5シリーズ)』などかつてヒットしたドラマの続編を担当することが多く、「続編請負人」とも称された。
2016年、編成部へ異動し『サザエさん』の担当プロデューサーに就任。以降はドラマのプロデュースを引き続き行う一方で、番組制作や『サザエさん』に関するイベント、派生作品のプロデュースも務める。

## 作品

### テレビドラマ

#### プロデュース
- 医龍 -Team Medical Dragon- 3（2010年）
- 蜜の味〜A Taste Of Honey〜（2011年）
- カエルの王女さま（2012年）
- 第24回フジテレビヤングシナリオ大賞「Dear ママ」（2012年）
- 救命病棟24時#第5シリーズ（2013年）
- HERO[4]（2014年）
- 探偵の探偵（2015年）
- 黒井戸殺し（2018年）
- 磯野家の人々〜20年後のサザエさん〜（2019年）
- 教場Ⅱ（2021年）
- 死との約束（2021年）
- 風間公親-教場0-（2023年）
- 119エマージェンシーコール（2025年）

#### 編成企画
- HOPE〜期待ゼロの新入社員〜（2016年）
- 嫌われる勇気（2017年）
- 警視庁いきもの係（2017年）
- いつでもマラソン24時（2018年）
- 海月姫（2018年）
- 世にも奇妙な物語’18秋の特別編
- ストロベリーナイト・サーガ（2019年）[2]
- 世にも奇妙な物語’19雨の特別編
- 世にも奇妙な物語’19秋の特別編
- 世にも奇妙な物語’20夏の特別編
- 世にも奇妙な物語’20秋の特別編
- 世にも奇妙な物語’21夏の特別編
- 世にも奇妙な物語’21秋の特別編
- ゴシップ＃彼女が知りたい本当の○○（2022年）
- 世にも奇妙な物語 夏の特別編 (2022年)
- テッパチ!（2022年）
- 世にも奇妙な物語 秋の特別編 (2022年)
- 世にも奇妙な物語 夏の特別編 (2023年)
- 世にも奇妙な物語 秋の特別編 (2023年)

### テレビアニメ

#### プロデュース
- サザエさん
- デジモンアドベンチャー：

#### 企画
- 逃走中 グレートミッション

### 映画

#### プロデュース
- HERO (2015年の映画)

### バラエティ

#### 編成
- 有吉くんの正直さんぽ（2019年～2021年）

#### 編成企画・企画
- タカトシ温水の路線バスの旅（2019年）
- 逃走中[5]（2018年 - ）

## 脚註
1. 1 2  “「コンテンツマーケティング論」にて映像学部10周年記念として特別講演（第2弾）がおこなわれました！”.   立命館大学 (2017年6月7日). 2024年2月23日閲覧。
2. 1 2 3 4  “『ストロベリーナイト･サーガ』Pが語る二階堂＆亀梨“再ドラマ化”の意味 (1) 前シリーズのファンが怒っても…”. マイナビニュース (2019年5月16日). 2019年6月8日閲覧。
3. 1 2  中島優「『サザエさん』Pが断言 スポンサー変更で｢内容は変わりません!｣」『マイナビニュース』2018年1月6日、2面。2023年12月25日閲覧。
4. ↑  “「HERO」好スタートの陰に…32歳“続編請負人”の起用”. www.sponichi.co.jp. 2019年6月8日閲覧。
5. ↑  第49回までノンクレジット。